# Ossian B. Hart

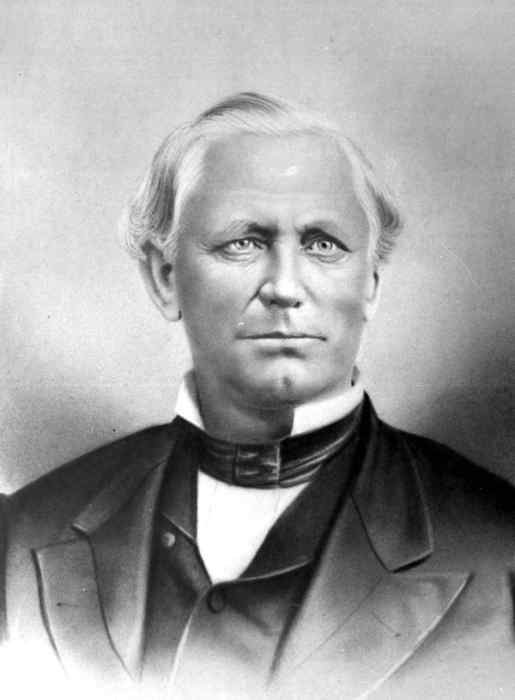
Ossian B. Hart.

Ossian Bingley Hart, född 17 januari 1821 i Cowford (nuvarande Jacksonville, Florida), död 18 mars 1874 i Jacksonville, var en amerikansk republikansk politiker och jurist. Han var guvernör i delstaten Florida från 1873 fram till sin död.
Hart var son till plantageägaren Isaiah Hart som hade flyttat till Cowford från Georgia. Fadern var en av staden Jacksonvilles grundare. Namnet Jacksonville togs 1822 i bruk som ortnamn, samma år som Floridaterritoriet organiserades, efter militärguvernören Andrew Jackson som styrde området före territorialtiden från mars till december 1821. Hart växte upp på faderns plantage och arbetade därefter som jordbrukare nära Fort Pierce och som advokat först i Jacksonville och sedan i Key West. Han flyttade 1856 till Tampa.
Hart var motståndare till Floridas utträde ur USA. Efter amerikanska inbördeskriget hjälpte han att få administrationen i gång både i Jacksonville och på delstatsnivå. Han var domare i Floridas högsta domstol 1868-1873. Han  efterträdde 1873 Harrison Reed som guvernör. Han avled följande år i lunginflammation.
Hart var presbyterian. Hans grav finns på Evergreen Cemetery i Jacksonville.